# Алија Мандак
Проф. др. Алија Мандак је декан Учитељског факултета у Призрену – Лепосавићу, ову функцију обавља од 01.10.2012. године. Рођен је 16.02.1950. године у Броду, Општина Гора, Република Србија. Завршио је Природно-математички факултет у Скопљу 1973. године, магистрирао је на Природно-математичком факултету у Приштини 1982. године, а докторирао је на Природно-математичком факултету у Приштини 1993. године. У звање редовног професора матeматике изабран је 2010. године на Учитељском факултету у Призрену-Лепосавићу. 